# Gandra (Paredes)
Gandra é uma cidade portuguesa sede da Freguesia de Gandra do Município de Paredes, freguesia com 12,06 km² de área e 6966 habitantes (censo de 2021), tendo, por isso, uma densidade populacional de 577,6 hab./km².
A freguesia limita a norte com a freguesia da Rebordosa, a nordeste com Astromil e Vandoma, a leste com Baltar, a sul com Recarei, sendo todas do mesmo município e a oeste com Campo e Sobrado, do município de Valongo.
A vila de Gandra foi elevada à categoria de cidade em 1 de julho de 2003.
É uma cidade moderna que ainda preserva alguma da sua ruralidade. Possui uma longa história e um rico património, denominando-se outrora por São Miguel de Gandra.
Com o crescimento da periferia portuense, esta cidade tornou-se um grande centro habitacional, com excelentes acessibilidades (auto-estradas A4 e A41, Estrada Nacional 15), o que torna Gandra num local com perspectivas de crescimento elevadas. Aqui está situado o campus universitário do CESPU que tem sido o grande motor de desenvolvimento e modernização desta terra.

## Demografia
Nota: Nos censos de 1911 a 1930 tinha anexada a freguesia de Astromil. Nos censos de 1940 figuram como freguesias independentes, mas a autonomia administrativa só lhes foi dada pelo decreto-lei nº 37.056, de 11/09/1948.
A população registada nos censos foi:
| Distribuição da População por Grupos Etários | Distribuição da População por Grupos Etários | Distribuição da População por Grupos Etários | Distribuição da População por Grupos Etários | Distribuição da População por Grupos Etários |
| -------------------------------------------- | -------------------------------------------- | -------------------------------------------- | -------------------------------------------- | -------------------------------------------- |
| Ano                                          | 0-14 Anos                                    | 15-24 Anos                                   | 25-64 Anos                                   | > 65 Anos                                    |
| 2001                                         | 1247                                         | 996                                          | 3146                                         | 415                                          |
| 2011                                         | 1331                                         | 917                                          | 4077                                         | 649                                          |
| 2021                                         | 1008                                         | 908                                          | 4118                                         | 932                                          |

## História
Desconhece-se a história mais remota da Paróquia de Gandra. Sabe-se que o Rio Ferreira, nos primórdios da reconquista Cristã, entre os séculos IX e XI, serviu de fronteira administrativa entre os territórios da Anégia e de Portucale. Uma vez que Gandra se situa na margem esquerda, pertencia à Civitas Enégia (que tinha como sede a atual freguesia de Eja-Penafiel). O território da Anégia desintegrou-se a partir do sec. XI dando origem a diversas terras como foi o caso de Aguiar de Sousa, Penafiel, Arouca, entre outros. A partir deste momento, o território de Gandra é integrado nas Terras de Aguiar de Sousa.
No Rol das Igrejas em que o Rei era padroeiro, datado dos inícios do sec. XIII, surge a referência à Paróquia de Sanctus Michael de Gandera integrada na Terra de Aguiar de Sousa. Ao contrário do que é abordado na Monografia de Paredes de 1922, não foi a Santa Mafalda, filha de D. Sancho que fundou a Igreja de Gandra (fundou sim a Igreja de São Salvador de Gandra, atual Cabeça Santa). As próprias Inquirições Afonsinas datadas de 1258 confirmam a existência da Paróquia de Gandera.
Relativamente à jurisdição administrativa e judicial, Gandra manteve-se incorporado nas terras de Aguiar de Sousa. O Julgado de Aguiar de Sousa, através da carta de 24 de maio de 1385 foi integrado no Termo do Porto, passando esta cidade a exercer a jurisdição sobre este território.
Do reinado de D. Dinis é conhecida a existência da Honra de Moreira (no atual lugar de Gandra de Moreira), estando dependente da Ordem Militar de Avis. Esta ordem militar também possuía propriedades no Lugar de Guardão, mencionadas em 1444.
Da década de 60 do século XVI são mencionadas algumas das propriedades da Ordem de São João do Hospital, inseridas na Comenda de Leça do Balio, onde são referenciadas propriedades em Moreiró que posteriormente se tornaram num couto.
O ano de 1570 marca o início de um processo que será preponderante para a história desta terra: os registos paroquiais. Estes registos são preponderantes para compreendermos a evolução demográfica e até desvendar árvores genealógicas. Na Paróquia de Gandra, foi o Abade Bento Dias que iniciou os registos paroquiais em 1570.
O Catálogo dos Bispos do Porto, de 1623, aborda a paróquia de S. Miguel da Gandra como abadia que rende cento e sete mil réis, tendo uma população de 245 adultos e 45 crianças, referindo ainda a existência das ermidas de S. Sebastião (Vilarinho) e de S. Mateus (Fontainhas).
A organização jurídico-administrativa que vigorava desde o período medieval, sofreu uma reforma substancial. O Rei D. Pedro II no final do séc. XVII extingue os Coutos do Reino o que poderá estar associado com a demarcação fronteiriça das diversas paróquias, sobrevivendo ainda quatro marcos alusivos à fronteira entre a vizinha paróquia de Sobrado com Gandra e Campo e datados entre 1690 e 1692. Ao que tudo indica, o Couto de Moreiró permaneceu.
Não existem certezas quanto à construção da Igreja Matriz, no entanto, é provável que esta tenha ocorrido em 1702, uma vez que existem contratos com Manuel de Faria (de Lordelo do Douro) do mesmo ano para a construção da pedraria da Igreja, para obra de carpintaria do corpo e do teto, bem como das portas do púlpito e sacristia. De qualquer das formas a igreja deve ter sofrido alterações posteriores uma vez que a fachada é neoclássica e o interior do templo é barroco. De 1706 é o sino mais antigo de Gandra (autoria de Manuel Gomes Ferreira) que ainda hoje existe.
Em 1718 foi construída uma das mais relevantes habitações, em termos artísticos: a Casa do Commendador. Aqui também nasceu Faustino Coelho Moreira que recebeu o título de Visconde de Rebordosa por decreto do Rei D. Carlos a 1 de março de 1900.
Cinco anos após a subida ao trono de D. José I, ocorreu em Lisboa um forte terramoto, seguido de tsunami e incêndio que destruiu grande parte da cidade em 1755. Para conhecer os reais impactos do terramoto em todo o reino, o Marquês de Pombal, Ministro do Reino, lançou um inquérito nacional: são as Memórias Paroquiais de 1758.
As memórias paroquiais constituem uma fonte preciosa de conhecimento sobre esta freguesia em meados da centúria de setecentos. Joseph Caetano de Almeyda Felgueira Ferram foi o abade de Gandra que redigiu estas memórias. Neste período, Gandra pertencia ao Concelho de Aguiar de Sousa, Termo do Porto, estando integrada na Província de Entre Douro e Minho. Possuía 190 vizinhos e 567 habitantes. Os lugares que compunham esta freguesia eram: “Guardam, Fontainhas, Cazais, Moreira, Fundevilla, Correlo, Villarinho de Sima, Villarinho de Baixo, Espandarigo, Boavista, Ponte Ferreira de Ca, Couto de Moreiró, Granja.” O abade de Gandra possuía um rendimento de seiscentos mil réis, não sendo um valor fixo. Os padroeiros desta igreja eram o Papa, o bispo do Porto e o Bailio de Leça (Prior do Mosteiro de Leça do Balio, que pertencia à Ordem de Malta). São referidas duas ermidas: a das Fontainhas dedicada à Senhora da Conceição, São Mateus e São Bento, e a ermida de Vilarinho de Cima dedicada a S. Sebastião e Santa Bárbara. Esta última acolhia inúmeros romeiros na festa em honra de S. Sebastião.
Em 1821 é extinto o concelho de Aguiar de Sousa, passando Gandra a pertencer ao Julgado de Penafiel.
Com a morte do rei D. João VI (1826), surgiu uma crise de sucessão no trono, uma vez que o rei tinha dois filhos: D. Pedro e D. Miguel. Este problema conduzirá o país a uma guerra civil entre os dois irmãos.
D. Pedro desembarca com as suas tropas na Arnosa de Pampelido, a 8 de julho de 1832, ocupando a Cidade do Porto no dia seguinte. As tropas de D. Miguel respondem, cercando a cidade, cerco esse que durou mais de um ano. Nas mais diversas tentativas de furar o cerco miguelista do Porto, os soldados liberais percorriam as terras envolventes à cidade, tentando aumentar o seu domínio e derrotar os absolutistas fiéis a D. Miguel. Uma das batalhas mais sangrentas e importantes deste período, ocorreu a 23 de julho de 1832, na Ponte Ferreira, em Campo. Foi uma batalha com desfecho inconclusivo. Durante esta batalha e nos momentos seguintes, Gandra esteve sob domínio miguelista. A reivindicação do valor histórico e militar desta batalha é efetuada também por Gandra, uma vez que alguns investigadores, principalmente Manoel António Nogueira da Rocha (antigo professor de Gandra) defendem que a batalha ocorreu no território de Gandra e não em Ponte Ferreira, freguesia de Campo.
Em 1834 foi criado o Concelho de Baltar, constituído por 9 freguesias (Baltar, Vandoma, Astromil, Gandra, Rebordosa, Lordelo, Sobrado e São Martinho do Campo). Este concelho duraria cerca de 2 anos. Terá sido neste período que, em seguimento da Lei de 5 de agosto de 1833, o padroado de São Miguel de Gandra deixou de pertencer ao Mosteiro de Leça do Balio, ao Papa e ao Bispado do Porto tendo revertido a favor do Estado.
Por decreto publicado a 29 de novembro de 1836, D. Maria II cria o Concelho de Valongo, deixando Gandra de pertencer ao Concelho de Baltar, para ser integrado no novo concelho. Em setembro de 1837 a freguesia é transferida e integrada a título definitivo no Concelho de Paredes.
A segunda metade do século XIX crê-se que tenha sido de grande desenvolvimento para esta terra, incrementado sobretudo pela estrada real nº 33 que proveniente de S. Martinho de Campo, seguia por Vilarinho (junto à capela) e pela ponte da Pica, atravessando desta forma toda a freguesia de Gandra e continuando por Astromil em direção a Paredes e a Penafiel.
Em 1894 foi construído o cemitério de Gandra e dois anos depois a torre sineira da Igreja Matriz.
Gandra possui uma relação histórica muito próxima com a freguesia de Astromil, uma vez que esta paróquia foi incorporada administrativamente (eclesiasticamente pertencia a Vandoma) nesta freguesia de Gandra entre 1880 e 1889. Recuperou a sua autonomia até 1896, momento em que voltou a ser anexada a Gandra.
O Príncipe Regente D. Luís Filipe, filho do Rei D. Carlos, nomeou a 23 de novembro de 1905, José Joaquim da Silva Machado (pároco de Castelões de Cepeda) como abade de Gandra, sendo o único documento de nomeação de um abade desta paróquia até ao momento conhecido, excetuando claros os tempos recentes.
A transição política e social entre a monarquia (regime com mais de 700 anos de história em Portugal) e a república (movimento vanguardista, revolucionário e recente) foi fortemente conturbada. O novo regime político (implantado em 1910) não estava seguro da sua posição dominante, uma vez que os Monárquicos não desistiam de tentar recuperar o poder (pelo menos até à Monarquia do Norte em 1919). Neste período, a Igreja Católica (que de certa forma apoiava o regime monárquico) sofreu perseguição política contra o seu património, benefícios e até autoridade religiosa. Importa referir que no cumprimento da Lei da Separação da Igreja do Estado que data de 20 de abril de 1911 os bens da paróquia de Gandra foram nacionalizados, nomeadamente a igreja, capelas e residência paroquial.
Em 1919, o Abade José Joaquim da Silva machado requereu ao Bispo do Porto a reconstrução da Capela de São Sebastião, iniciando-se os trabalhos que durariam 9 anos. A inauguração terá ocorrido em outubro de 1928.
A 14 de março de 1927 é aberta a Casa dos Retiros da Granja, uma iniciativa de Sílvia Cardoso, e que no dia da sua abertura contou com a presença do bispo do Porto D. António Barbosa Leão. Fizeram retiros espirituais figuras muito importantes da primeira metade do século XX, tais como o escritor Antero de Figueiredo, o Dr. Queirós Ribeiro, Dr. Alfredo Cortês, Albano França, Dr. Joaquim Dinis da Fonseca, Leonardo Coimbra, entre outros.
A 29 de dezembro de 1927, o ministro da Justiça e dos Cultos, decreta a entrega das propriedades religiosas que haviam sido tomadas pelas autoridades republicanas no seguimento da Lei de Separação da Igreja do Estado de 1911 à Paróquia de Gandra.
Após o eloquente e empolgante movimento pela dupla celebração centenária (Independência de Portugal em 1139 e a Restauração da Independência em 1640), protagonizado pelo padre Moreira das Neves, foi construído o cruzeiro da independência de Gandra (junto da atual capela funerária) tendo sido inaugurado a 19 de julho de 1942. Possuía nos seus degraus uma lápide metalizada que fazia referência a esta dupla comemoração, mas que, entretanto, foi removida. Quatro anos depois é construído o Monumento da Independência, numa homenagem à Padroeira de Portugal (Nossa Senhora da Conceição) contendo a referência das célebres palavras do Padre Moreira das Neves “Uma Cruz basta para dizer na história quem é Portugal”.
A 15 de agosto de 1955 procedeu-se à bênção e inauguração da Capela das Fontainhas (agora dedicada a Nossa Senhora da Conceição), realizada pelo pároco Luís Pinto Carneiro e pelo padre Francisco Moreira das Neves. Anteriormente esta capela era dedicada a São Mateus e foi totalmente reconstruída, inicialmente sob indicação do pároco António Porto.
A Comissão Fabriqueira de São Miguel de Gandra juntamente com o pároco Cândido da Silva, procederam a importantes obras de expansão da Capela de São Sebastião de Vilarinho, nos anos 90, a fim de criar um novo, amplo e moderno salão paroquial.
O ano de 1995 representa o início do período florescente e áureo de Gandra, pois neste ano a CESPU- Cooperativa de Ensino Superior Politécnico e Universitário, instala aqui a sua sede, criando-se a partir de então infraestruturas de ensino e complementares que irão revolucionar e desenvolver o lugar de Vilarinho de Cima e toda a freguesia de Gandra. Dois anos depois, a 3 de julho de 1997, foi promulgada pelo presidente da república, Dr. Jorge Sampaio, a elevação de Gandra à categoria de Vila, confirmando o progresso desta localidade. A 1 de julho de 2003, a vila estudantil foi elevada à condição de cidade.
Em finais do séc. XX, em 1998, o governo publicou o Decreto-Lei nº 43/98 que aplicaria um imposto especial de 30% sobre o aumento do valor dos prédios rústicos e terrenos para construção (entre outras referências) por alegada valorização dos terrenos decorrente do prolongamento do IC24 (atual CREP-A41). Gandra foi afetada por este decreto e a população, após receber as notificações das finanças, revoltou-se contra a situação. No dia 30 de março de 1999 foi criado um movimento cívico (Movimento contra a inclusão de Gandra num Imposto Especial), cujo mandatário era José Mota, que tinha como missão revogar a referência (injusta) a Gandra no decreto-lei. Realizaram-se sessões de esclarecimento à população, boicotes às eleições Europeias de 1999, marcha lenta até à sede do concelho, conferências de imprensa, entre outras ações. A vontade de Gandra prevaleceu e a 12 de julho de 2000, o governo decidiu excluir a freguesia de Gandra do tão mal-amado imposto. Foi uma vitória de toda a população, uma vez que esta se uniu e lutou bravamente pelos seus interesses.
Em 2006 o Centro Social e Paroquial de Gandra iniciou a sua atividade, primeiramente com um serviço de apoio domiciliário, criando posteriormente outros serviços de apoio social, suprimindo uma lacuna que persistia até à data.
No âmbito da reforma dos equipamentos escolares, José Ramos-Horta (Presidente da República de Timor-Leste e Prémio Nobel da Paz em 1996) inaugurou a 30 de setembro de 2010, o Centro Escolar de Gandra e Astromil, tendo destacado a importância da educação para o futuro.
De forma a honrar e dignificar o santo padroeiro de Gandra, a 4 de agosto de 2013 foi inaugurado o monumento a São Miguel, junto da Igreja Matriz. O monumento inclui uma escultura esbranquiçada do Arcanjo São Miguel e um painel de azulejos decorativos, requalificando-se assim, a parte envolvente do templo. Dois anos depois, a 18 de janeiro de 2015 foi inaugurado o Complexo Desportivo da Cidade de Gandra que inclui o pavilhão gimnodesportivo e o campo de futebol com relvado sintético. O equipamento foi inaugurado por um jogo de futebol de sete entre antigas glórias do Futebol Clube do Porto e o Aliança Futebol Clube de Gandra. Nesse mesmo ano, a 19 de dezembro de 2015 foi inaugurada a residência universitária de Gandra, em Vilarinho, junto da CESPU num passo fundamental de consolidação das infraestruturas universitárias aqui existentes, possibilitando a fixação de mais estudantes em Gandra.
Recentemente, após a destruição da antiga residência paroquial de Gandra, a 23 de setembro de 2017 foi inaugurada a praça de São Miguel de Gandra, um amplo espaço de lazer que na sua lápide da inauguração inclui o antigo azulejo comemorativo do centenário da coroação de Nossa Senhora da Conceição e que se encontrava na dita residência.

## Abades e Párocos de Gandra[7]
- 1570- 1609 Bento Dias
- 1609?- 1623 Pantaleão Pereira
- 1623- 1644 Paulo da Sylveira
- 1644- 1649 Manoel de Sousa
- 1649- 1670 Gonçalo Beça
- 1670- 1693 Belchior de Almeyda Lessa?
- 1693- 1717 João de Almeyda Ribeiro
- 1717- 1724 Bento Bertolo Ribeiro
- 1724- 1748? Manoel de Almeida Felgueiras
- 1748- 1770 Joseph Caetano de Almeida Felgueira Ferrão
- 1770- 1784 Manoel Pinheiro de Aragão
- 1784- 1799 José Bernardo Machado
- 1802- 1824? António Jozé do Coutto
- 1824?- 1834 Custódio Jozé Alves (encomendado)
- 1834- 1839 Manoel Ferreira Ribeiro (encomendado)
- 1839- 1844 Francisco Netto e Silva (encomendado)
- 1844- 1848 Francisco Netto e Silva (parocho)
- 1848           Jozé da Conceição Alves (encomendado)
- 1848- 1851 Bernardo das Neves (encomendado)
- 1851- 1853 Amaro da Costa (encomendado)
- 1854- 1905 Alberto Coelho dos Santos
- 1905- 1938 José Joaquim da Silva Machado
- 1938 -1952 António Gonçalves Porto (pároco)
- 1952- 1985 Luís Pinto Carneiro (pároco)
- 1985- 1986 Albino Ribeiro da Costa (administrador Paroquial)
- 1987- 1991 Cândido Gomes da Silva (administrador paroquial)
- 1991- 2000 Cândido Gomes da Silva (pároco)
- 2000- 2011 Vicente António Nunes da Silva (pároco)
- 2011- 2017 Mário João Ferraz da Rocha (pároco)
- 2017- … Felisberto Vilinga (pároco)

## Património[7]
- Igreja matriz de São Miguel de Gandra
- Capela de São Sebastião, em Vilarinho
- Capela de Nª Sª da Conceição, nas Fontaínhas
- Cruzeiro e Monumento do Centenário, junto à Igreja
- Casa de Retiros da Granja
- Casa do Commendador
- Ponte da Pica
- Capela-Monumento a S. Sebastião

## Festas e Romarias[8]
- Festas da Cidade realizadas no inicio do mês de Agosto
- Santo Amaro - 3º Domingo de Janeiro (Eucaristia e Procissão)
- São Sebastião (20 de Janeiro - Eucaristia do dia Litúrgico) - 3º Domingo de Junho (Eucaristia e Procissão)
- São Miguel

## Coletividades[8]
- Aliança Futebol Clube de Gandra
- Agrupamento 1358 de Escuteiros de Gandra
- Associação Cultural e Recreativa de Vilarinho de Cima
- Associação para o Progresso de Gandra
- Associação Juvenil de Gandra
- Centro Cultural e Recreativo de Vilarinho de Baixo
- Centro Social e Paroquial de S. Miguel de Gandra
- Conferência de São Vicente de Paulo
- Rancho Folclórico de Gandra
- Comissão de Festas da Cidade de Gandra
- Moto Clube de Gandra

## Figuras Ilustres[7]
- Carlos Pinto
- Rui Barros
- Abade Amaro Moreira
- Abade Alberto Coelho dos Santos
- Abade José Joaquim da Silva Machado
- D. Faustino Moreira dos Santos
- Elias Moreira Neto
- Padre Francisco Moreira das Neves
- Ana Viriato